# 407
407 (CDVII, na numeração romana) foi um ano comum do século V do Calendário Juliano, da Era de Cristo, teve início a uma Terça-feira e terminou também a uma Terça-feira, e a sua letra dominical foi F (52 semanas).
| Ano completo                       |
| ---------------------------------- |
| Ano comum com início à terça-feira |

## Eventos

### Ocidente
- Decretos do imperador Teodósio II contra maniqueus, priscilianistas e donatistas.

### Extremo Oriente
- Primeiro Império Mongol (até 553).

## Mortes
- 24 de março - Paterno de Braga, prelado da Galécia, que se tornou bispo de Braga.